# Cymbopogon flexuosus
Cymbopogon flexuosus es una planta herbácea perenne natural de la India, Sri Lanka, Birmania y Tailandia, del género Cymbopogon de la familia Poaceae.

## Propiedades
El aceite esencial citronela se produce por destilación de esta planta.
Se utiliza como planta medicinal para tratar desórdenes relacionados con la tensión arterial y se ha demostrado útil en el tratamiento de hongos y microbios.

## Taxonomía
Cymbopogon flexuosus  fue descrita por (Nees ex Steud.) Watson   y publicado en Himalayan Districts of the North-western Provinces of India 1: 392. 1882.
Etimología
Cymbopogon: nombre genérico que deriva del griego kumbe = (barco) y pogon = (barba), refiriéndose a las muchas aristas y espatas parecidas a un barco.
flexuosus: epíteto latino que significa "flexible".
Sinonimia
- Andropogon ampliflorus Steud.
- Andropogon flexuosus Nees ex Steud.
- Andropogon nardus subsp. flexuosus (Nees ex Steud.) Hack.
- Cymbopogon travancorensis Bor[1][3][4]